# Brooklyn Dodgers (pallacanestro)
I Brooklyn Dodgers sono stati una franchigia di pallacanestro della EBA, con sede a Brooklyn, nello Stato di New York, attivi tra il 1977 e il 1978.
Nella loro unica stagione arrivarono quinti nella Eastern Division, con un record di 8-22, non qualificandosi per i play-off. Scomparvero alla fine della stagione.

## Stagioni
| Stagione | Lega | Denominazione    | V | P  | %    | Piazzamento | Play-off |
| -------- | ---- | ---------------- | - | -- | ---- | ----------- | -------- |
| 1977-78  | EBA  | Brooklyn Dodgers | 8 | 22 | 26,7 | 5º          | -        |